# Phyllophaga pulcher
Phyllophaga pulcher är en skalbaggsart som beskrevs av Linell 1895. Phyllophaga pulcher ingår i släktet Phyllophaga och familjen Melolonthidae. Inga underarter finns listade i Catalogue of Life.